# 南苑囿台
南苑囿台，是北京市的皇家园林南苑内的囿台，现存两座，分别为晾鹰台、三台山的南台。

## 综述
南苑囿台中，历史最悠久的是晾鹰台。元朝至元四年（1267年），忽必烈在金中都旧城东北方营建大都。蒙古族重视骑射，故在大都南郊的湖沼设立多处猎场。这些湖沼多被称为“飞放泊”。“飞放”指在湖沼畔放出鹰、雕、海东青等猛禽捕杀鹅、雁，是元朝盛行的狩猎活动。如今南苑一带的湖沼因为距离大都很近，故名“下马飞放泊”。元朝至大元年（1308年）立鹰坊为“仁虞院”。又在下马飞放泊筑成“晾鹰台”，建幄殿。
明朝《帝京景物略》记载，“城南二十里有囿，曰南海子。方一百六十里。海中殿，瓦为之。曰幄殿者，猎而幄焉尔，不可以数至而宿处也。殿旁晾鹰台，鹰扑逐以汗，而劳之，犯霜雨露以濡，而煦之也。台临三海子，水泱泱，雨而潦，则旁四淫，筑七十二桥以渡，元旧也。”
元朝灭亡后，下马飞放泊一度被废弃。明朝永乐十二年（1414年），永乐帝下令扩充下马飞放泊，成为南海子。四周筑成土墙，辟有四门：北红门、南红门、东红门、西红门。《大明一统志》记载：“南海子在京城南十二里，旧为下马飞放泊，内有按鹰台。永乐十二年增广其地，周围凡一万八千六百六十丈。中有海子三。以禁城北有海子，故别名南海子。”文中的按鹰台即晾鹰台。永乐帝迁都北京后，每年在南海子开展大规模狩猎及练兵。明朝诸帝在南海子内兴建了旧衙门提督官署、新衙门提督官署以及灵通庙、关帝庙、镇国观音寺等建筑，还按二十四节气建成“二十四园”，派千余名海户放养并看护苑内的禽兽。明朝大学士李东阳曾作诗描写晾鹰台狩猎：“落雁远惊云外浦，飞鹰欲下水边台。”
汉朝许慎《五经异义》记载：“天子有三台：灵台以观天文，时台以观四时施化，囿台以观鸟兽鱼鳖。”所以南苑内的“台”应当统称为“囿台”。清朝南苑内共有16座台，其中较重要者有10座。这些台都是用黄土堆筑。南苑东北隅、西北隅各有3座台，分别称大台子、二台子、三台子。东北隅的3座台又合称为“三台山”。西红门东北有杀虎台，南红门以北有晾鹰台，东红门以西凉水河畔有单台子。鹿圈村东有一座台，俗称“土楼子”。清朝在南苑南红门东侧还建有一座“望围楼”。

## 功能
这些台以及望围楼是供皇太后、皇帝等人登临观看八旗官兵行围狩猎。其中，杀虎台、晾鹰台在清朝还供皇帝阅兵，康熙朝在南苑举行大阅的地点通常在杀虎台、晾鹰台。比如康熙十二年（1673年）正月二十日，康熙帝便曾在晾鹰台大阅。后来，乾隆帝、嘉庆帝、道光帝、同治帝等都在晾鹰台举行过大阅之典。《皇朝通典》卷五十八记载：“驾出，作铙歌大乐，奏壮军容章。”其阵势十分壮观。由于常被用于大阅，故晾鹰台又有练兵台之称。
《日下旧闻考》卷七十五《国朝苑囿南苑二》记载了晾鹰台：
晾鹰台，在永定门外南海子内，大兴县界也。（《畿辅通志》）臣等谨按：晾鹰台，明统志亦称按鹰台。吴伟业《梅村集》谓晾鹰台本元仁虞院。又明于慎行《榖城山房笔麈》谓元人以鹰坊为仁虞院。据此，则明之晾鹰台，元之鹰坊及仁虞院皆一地也。至元之晾鹰台，顾祖禹《方舆纪要》云在漷县西南。又《元史》至大元年筑呼鹰台于漷州，其地距南海子凡九十余里。元时又有鹰房在德胜门外中乡（见明张爵《五城坊巷胡衕集》）皆别为一处，与南海子无涉。台高六丈，径十九丈有竒，周径百二十七丈。恭值大阅之典，例于晾鹰台举行，详见前帙。

圣祖御制晾鹰台诗：清晨漫上晾鹰台，八骏齐登万马催。遥望九重云雾里，羣臣就景献诗来。
乾隆三十六年御制射虎行：虎圈养虎林丞守，官家备物无不有。饲以久徒费以多，殪之毎试佽飞手。南苑殪虎宜何处，往例晾鹰台陈旅。虎枪比肩立周阹，于莬欲避无去所。出柙莫问谁之过，曵尾那有猛风作。槛中积威约致然，马迁语固非虚播。弯弧偶亦射毙之，比孱兔耳何足竒。木兰昔乃真射耳，（乙亥秋，木兰行围，虞人报有虎，率虎枪击刺，虎忽逸出，众莫敢撄。其日，有厄鲁特新附者来观，因驰安吉骢追及之，壹发而殪。曽作射虎行纪其事。）忆子布言今弗为。

臣等谨按：射虎行御制诗为晾鹰台纪述事实之作，恭载卷内。

乾隆帝在乾隆四年（1739年）、乾隆二十三年（1758年），先后在晾鹰台检阅八旗兵阵。北京故宫博物院乾清宫保存有一幅《乾隆大阅图》。乾隆帝71岁时作《新衙门行宫杂咏书怀》回忆此图：“大阅戊寅画像斯，据鞍英俊俨须眉。”此图是乾隆二十三年（1758年）乾隆帝在晾鹰台阅兵的写照，为郎世宁画。
《日下旧闻考》卷七十四《国朝苑囿南苑一》记载了南苑大阅：
康熈二十四年，圣祖仁皇帝幸南苑大阅，择南苑西红门内旷地，八旗官兵枪炮按旗排为三队。圣祖仁皇帝率皇子等擐甲，前张黄盖，内大臣、侍卫、大学士及各部院大臣均扈从，后建黄龙大纛。圣祖仁皇帝周阅八旗兵阵阅毕，驾还行宫，特降敕谕，申明军令，宣示于大阅之地。是日未阅前，官兵均赐食，阅后赐酒。（《大清会典》）

凡大阅吉期，由钦天监选择。先期二日，武备院设御营账殿于南苑晾鹰台，帐殿后设圆幄，恭候皇帝躬御甲胄。既成列，兵部堂官奏请皇帝阅操，驾临晾鹰台圆幄，躬擐甲胄，扈从、内大臣、侍卫亲军等均甲胄，奏请亲阅队伍。内大臣、兵部堂官前导后扈，大臣及总理演兵王大臣随从，御前大臣侍卫、乾清门侍卫、满洲大学士等均随行，其次豹尾班侍卫随行，又次黄龙大纛随行，又次上三旗侍卫按次随行在火器营兵之后。首队之前自左至右阅队一周，还御晾鹰台帐殿。兵部尚书进前跪奏请鸣角，帐殿前蒙古画角先鸣，次亲军海螺传令，海螺以次递鸣声至鹿角前，首队次队海螺齐鸣，举鹿角兵闻击鼓而进，鸣金而止，麾红旗则炮枪齐发，鸣金则止，如此九次，至第十次连环齐发，鸣金三次乃止，满洲炮至第七次停发。连环发毕，鹿角分为八门，首队前锋护军骁骑排开驻立，次队亦随进，候鸣螺皆声喊前进，两掖应援兵亦斜向前进，以次及殿后兵进，鸣螺而回。大阅礼成，驾御圆幄，释甲胄，驾还行宫。每旗应赏馔筵五十席，猪二十，羊二十，并薪炭等物，于大阅日黎明，王大臣等并内务府官尚茶尚膳人等公同监看，务令暖食周徧。（同上）臣等谨按：大阅全仪及官兵器械旗纛枪炮金鼓各有定数，详见《大清会典》，兹不备载。
乾隆四年御制大阅诗：时狩由来武备修，特临南苑肃貔貅。龙骧选将颇兼牧，天驷抡材骥共骝。组练光生残雪映，旌旗影动朔云浮。承平讵敢忘戎事，经国应知有大猷。
乾隆二十三年御制仲冬南苑大阅纪事诗：廿年一举宁为数，（乾隆己未大阅至今，盖廿年矣。）周礼分明节候论。便设军容示西域，（时哈萨克布鲁特塔什罕回人等皆令预观）伫看露布靖坚昆。（迩日盼将军兆惠喜音，殊切于怀。）好齐以暇千旓飐，既正还奇万炮喧。风日晴和士挟纩，非予恩也总天恩。

臣等谨按：南苑大阅御制诗，谨绎有关纪述事实者，恭载卷内，余不备录。
晾鹰台也是清朝皇帝观看虎枪营侍卫猎虎、猎熊之所。乾隆五十九年（1794年），83岁的乾隆帝还到晾鹰台观看猎虎。
元朝时，在晾鹰台常办诈马活动。“诈马宴开挏酒香，割鲜夜饮仁虞院。”到清朝时，诈马活动已被赋予更多政治色彩。清朝皇帝宴请少数民族部落盟长时，请其赏“诈马之戏”，“驯而习之于驱策之中，意至深远也。”

## 遗存
南苑囿台大部分在清朝末年逐渐被夷平，不是辟为耕地，就是建成村庄。南苑西北隅的大台子、东北隅的三台山，因为分别建成大台子村、三台山村，故大台子、三台山作为地名沿用至今。如今，在南海子一带还保留下两座台，即南海子东北隅三台山的南台，以及南海子南红门以北的晾鹰台。
晾鹰台位于北京市大兴区南宫西北1.5公里处。1956年9月对晾鹰台进行了实测，晾鹰台占地面积约60亩，顶部略平，约广15亩。后来因为在周边取土、造田，到1982年时，晾鹰台高10多米，占地面积约40亩，比1956年已略缩小。1985年，晾鹰台被列为大兴县重点文物保护单位。